# Servidumbre (derecho romano)

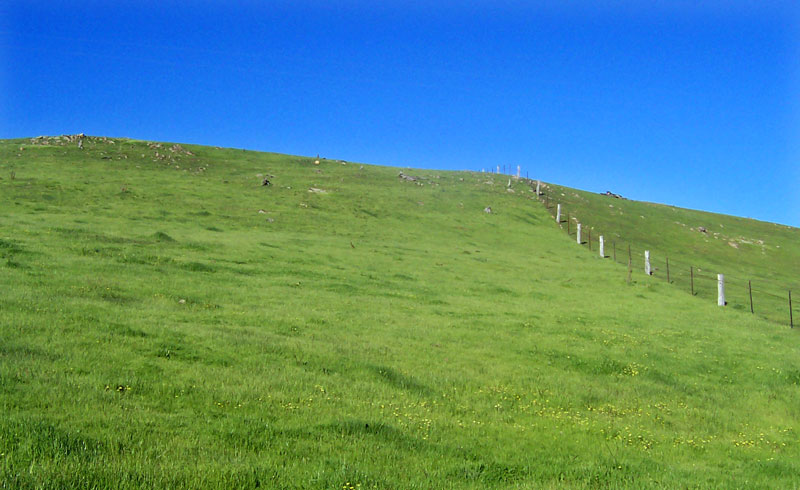
Un campo como el de la fotografía, representa un posible tipo de predio.

En derecho romano, la servidumbre predial (iura praedorium o servitutes praediorum), o simplemente servidumbre (servitutes), consiste en un derecho real que los propietarios de predios vecinos pueden establecer voluntariamente, para que un predio llamado sirviente preste a otro llamado dominante la ventaja permanente de un uso limitado. Como relaciones de uso, las servidumbres son derechos fundamentalmente solidarios e indivisibles, siendo esto último lo que ocasiona que la servidumbre permanezca íntegra a pesar de que cualquier predio implicado se divida. Además, tampoco cabe la posibilidad de una adquisición o extinción parcial.
Como tipo de concurrencia de derechos que es la servidumbre, esta produce una limitación de la propiedad del predio sirviente. Es el predio el que sufre el gravamen, pero el propietario en ningún momento queda personalmente obligado; es por esto por lo que la servidumbre no puede consistir en un hacer, sino más bien en un padecer la limitación. Aunque por parte del predio sirviente la servidumbre suponga una tolerancia, desde la perspectiva del dominante esta puede consistir en una intromisión (immissio) lícita sobre el fundo que actúa como sirviente (servidumbre positiva), o en un derecho a impedir (ius prohibendi) determinados actos en el fundo sirviente (servidumbre negativa). Cuando el servicio prestado se puede reconocer por un signo, como puede ser una ventana o un canal, la servidumbre se denomina aparente, mientras que en el caso opuesto, es decir, cuando se carece de ese signo mencionado, la servidumbre recibe el nombre de no aparente.
En un principio, las intromisiones en bienes inmuebles ajenos no están permitidas legalmente, por lo que el propietario tiene la posibilidad de impedirlas (ius prohibendi), y en caso de persistencia, puede acudir a los interdictos uti possidetis y quod vi aut clam o a las acciones negatorias correspondientes. Por su parte, el propietario puede hacer en su finca todo lo que estime conveniente siempre y cuando sus acciones no conlleven una intromisión en el inmueble vecino. Sólo mediante la constitución de una servidumbre se puede convertir en lícita una intromisión, o en ilícito uno de los actos del propietario sobre el fundo.

## Tipos de servidumbres
Las servidumbres prediales son tipificadas sobre la base de su contenido específico. Aunque no existe ningún motivo que incite a pensar que la jurisprudencia no pudiese reconocer más tipos de servidumbres de los que aparecen estipulados en sus obras casuísticas, hay una serie establecida de estos tipos, que los autores escolásticos agruparon en rústicas y urbanas dependiendo de si se referían a poder pasar o traer agua por el fundo vecino, entre otras ventajas de marcado carácter agrícola, o de si versaban sobre comodidades de una edificación que se imponen al vecino. Principalmente, ha sido la primera jurisprudencia clásica romana la que se encargó de la casuística de las servidumbres, postura que le supuso una serie de críticas por parte de personas no juristas, como es el caso de Cicerón, que consideraban esas cuestiones como ridículas.

### Principales servidumbres prediales rústicas

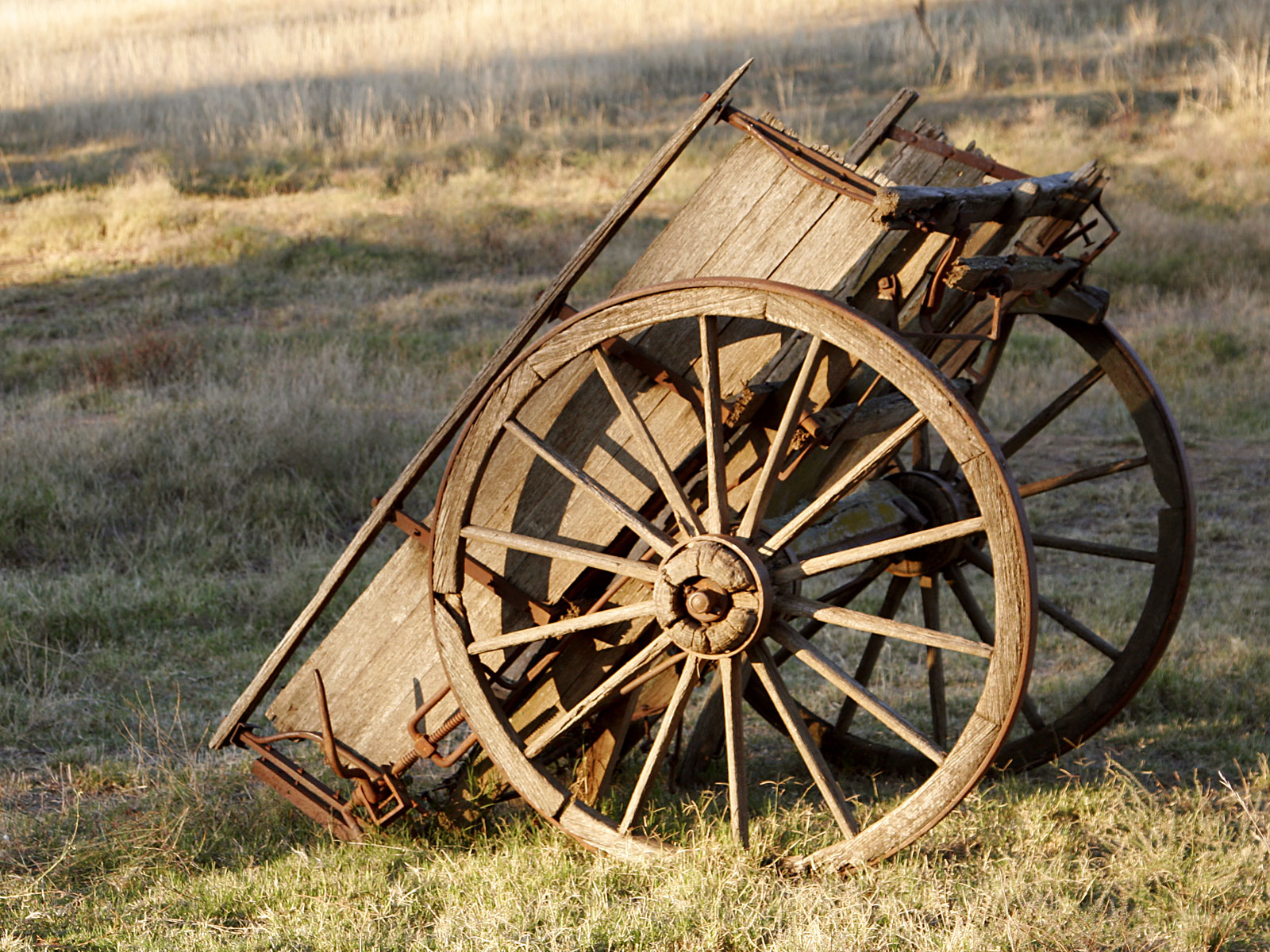
El camino para carros constituía un tipo de servidumbre predial rústica.

Las más importantes servidumbres prediales rústicas (servitutes praediorum rusticorum) son las de paso a pie o a caballo (iter), la de paso de ganado (actus) o camino para carros (via). También tienen relevancia las de conducción de agua por superficie (aquae ductus), extracción de agua (aquae haustus) que según interpretación jurisprudencial lleva aparejado el acceso al pozo o manantial (iter ad hauriendum) y la de poder echar el agua al fundo vecino (aquae immissio).

### Principales servidumbres prediales urbanas
Las servidumbres prediales urbanas (servitutes praediorum urbanorum) más destacables son las de luces y vistas, ya sea en su variante de poder abrir ventanas (ius luminum), evitar que el vecino eleve la edificación presente (ius altius non tollendi) o derecho de vistas (ius ne prospectui vel luminibus officiatur). Otras son las servidumbres de desagüe (también llamadas "de aguas". Cloaca), apoyo de viga (ius tigni immittendi) o carga de una sobreconstrucción (ius oneris ferendi). En último lugar se encuentran las de salientes, para dejar caer el agua de la lluvia desde el tejado (ius stillicidii) o por un canalón (ius fluminis, ambas se ejercitan por la actio aquae pluviae arcendae), y la de proyectar balcones o terrazas sobre un predio vecino (ius proiiciendi protegendive).

## Defensa procesal
El propietario del predio dominante contaba con una vindicatio servitutis (es posible que esta también aparezca denominada como actio confessoria en los escritos pertenecientes a la época postclásica) que podía ejercitar contra el titular o el poseedor del fundo sirviente, o contra cualquier otra persona que no permitiese desarrollar el ejercicio de la servidumbre. La vindicatio servitutis, que se caracterizaba por su similitud con la acción reivindicatoria, albergaba una cláusula arbitraria que hacía más fácil la absolución a cambio de una caución de no continuar turbando (de non amplius turbando). Esta misma caución era exigida por el pretor a la persona que no se defendía de la vindicatio servitutis con la intención de que no se impidiese el uso de la servidumbre mientras no se ejercitaba la acción negatoria y se declaraba como inexistente a la servidumbre. Al mismo tiempo, del que no aceptaba la acción negatoria, se exigía una caución de no ejercer la servidumbre negada en tanto no recayera una sentencia favorable a él. En otras situaciones, el uso de las servidumbres podía ser defendido por medio de interdictos especiales. Si bien, el interdicto uti possidetis no era aplicable, al consistir la servidumbre en un uso y no en una posesión.
Contra las obras que se iniciaban en el predio vecino y que atentaban contra la integridad de un derecho de servidumbre, el titular del predio dominante disponía de un interdicto restitutorio, que tenía como objetivo la destrucción de lo hecho, siempre y cuando la obra no estuviese acabada. Para poder ejercer este interdicto, el demandante debía haber hecho con anterioridad una denuncia al constructor de la obra nueva (novi operis nuntiatio). Cuando la denuncia era aceptada por parte del magistrado, este mismo exigía del denunciado que prestase caución de indemnizar en el supuesto de que fuese derrotado en la vindicatio servitutis que ejercitaría el denunciante. Si no se otorgaba esta caución, lo que procedía era el interdicto, por lo que el magistrado pasaba a defender al denunciante que impedía que se siguiese adelante con la obra frente al interdicto uti possidetis del constructor. Sin embargo, si la caución era dada, el magistrado dispensaba la denuncia (nuntiatio remissa) y se aguardaba el resultado de la acción real.

## Constitución
El modo más frecuente de constituir una servidumbre era la in iure cessio en una vindicatio servitutis que iniciaba el propietario del futuro predio dominante contra el del futuro predio sirviente; también era habitual que fuese constituida mediante un legado vindicatorio o adjudicación judicial. Con respecto a las antiguas servidumbres de paso y conducción de agua sobre fundos itálicos, cabe mencionar que estas podían adquirirse por mancipación, pues tenían la consideración de res mancipi al igual que los fundos entre los que se establecían. Las servidumbres pudieron ser usucapidas hasta que apareció la denominada ley Scribonia (emitida en el siglo I a. C., suprimió la posibilidad de usucapir servidumbres con la finalidad de evitar que se consolidaran por negligencia o ausencia de los propietarios). Sin embargo, la usucapión se mantuvo en aquellos casos de recuperación de una servidumbre extinguida por desuso. Mientras tanto, en los fundos provinciales, las servidumbres, con frecuencia, se constituían a través de convenios escritos acompañados de una stipulatio, generalmente, penal (pactiones et stipulationes).

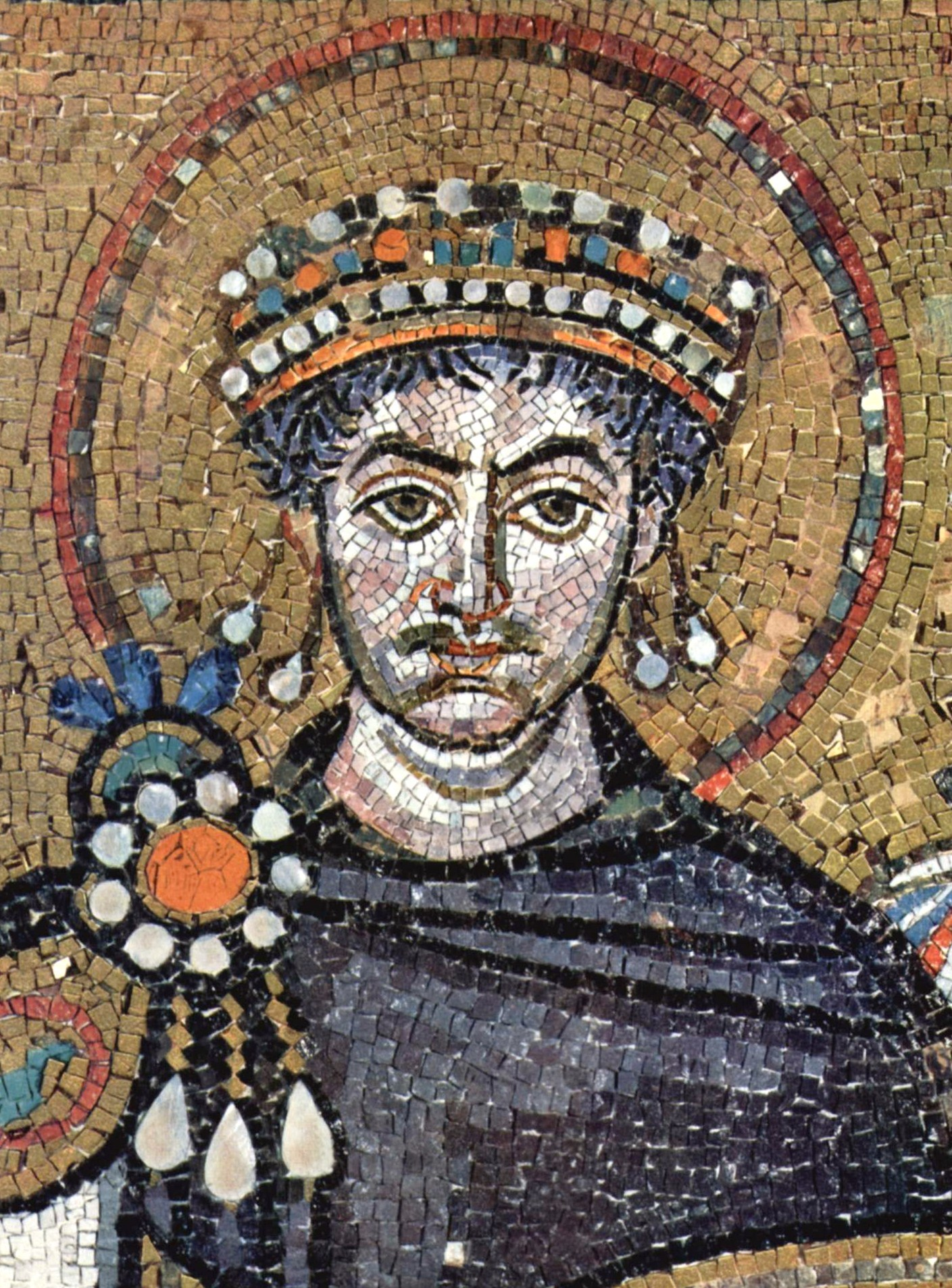
Mosaico de Justiniano I en la Iglesia de San Vital en Rávena.

La constitución de servidumbres podía producirse de un modo directo o indirecto. Es decir, también era permisible la constitución de las mismas por medio de la reserva de las mismas en un acto de enajenación de la propiedad, ya fuese en un acto de disposición inter vivos o mortis causa.

## Extinción
Existían varios supuestos que acarreaban una extinción de las servidumbres establecidas: en primer lugar, cuando los dos predios (sirviente y dominante) se hacían completamente de un mismo propietario la servidumbre desaparecía en virtud de un principio que decía que no podía haber una servidumbre sobre cosa propia. En resumen, la extinción de la misma se producía por confusión.
En segundo lugar, la servidumbre se extinguía ante una renuncia del titular, por medio del empleo de una in iure cessio en una acción negatoria. También desaparecía por desuso o inexistencia de prohibición con respecto a los actos contrarios a una acción negativa, durante un bienio (con Justiniano I el plazo se aumentó hasta los diez años, al igual que la longi temporis praescriptio). Finalmente, la servidumbre se extinguía por pérdida de la utilidad del servicio a consecuencia de un cambio en el predio, inundación definitiva, y en general, cualquier otro fenómeno que conllevase una inutilidad de la misma (en algunos casos, como sucedía cuando el cauce de un río se retiraba de un predio que había estado ocupando de forma permanente o cuando desaparecía la confusión de la propiedad, las servidumbres podían ser restablecidas).